# Santa Eulàlia de les Anoves
Santa Eulàlia de les Anoves és una església romànica del municipi d'Oliana protegida com a bé cultural d'interès local.

## Descripció
Edifici religiós d'una sola nau amb absis semicircular alterat per una construcció posterior adossada. Els murs són de pedres irregulars sense escairar. Pel canvi de materials, s'observa que en algun moment el mur perimetral de l'església fou elevat.
L'església està coberta amb volta de canó, que arrenca d'una imposta bisellada que s'estén al llarg dels murs perimetrals. Tot i que l'absis originalment era semicircular, avui és rectangular degut a un afegit posterior.
La porta- situada al sud- té tres arcs en degradació amb les arquivoltes llises, sense motllures.
Sobre la paret de ponent s'eleva un campanar d'espadanya de dos ulls.

## Història
El lloc de les Anoves és citat en un document referent a una donació de terres de l'any 972, així com l'any 1036.
La parròquia de "Lezonovas" és esmentada en el document de l'acta de consagració de la Seu d'Urgell. La seva senyoria corresponia al capítol.
De l'església de Santa Eulàlia sabem que al segle xviii tenia com a sufragànies les esglésies de Sant Joan de les Anoves i Santa Eugènia de la Mora Condal. Des de mitjans del segle xix passà a dependre de la parròquia d'Oliana.